# NGC 1243
NGC 1243 је двојна звезда у сазвежђу Еридан која се налази на NGC листи објеката дубоког неба.
Деклинација објекта је - 8° 56' 43" а ректасцензија 3h 11m 25,4s. Привидна величина (магнитуда) објекта NGC 1243 износи 13,7.